# Die Sklavin der schwarzen Geier
Die Sklavin der schwarzen Geier (Originaltitel: Robbers’ Roost) ist ein US-amerikanischer Western aus dem Jahr 1932 von Louis King mit George O’Brien und Maureen O’Sullivan in den Hauptrollen. Das Drehbuch des Pre-Code-Films basiert auf dem Roman Robber’s Roost von Zane Grey.

## Handlung
Der texanische Cowboy Jim Wall ist nach einer Schießerei auf der Flucht und trifft auf Hank Hays, den Vorarbeiter der Star-Ranch. Hays, der mit seinen Arbeitern einen großen Viehdiebstahl plant, ist von Jims Schießfähigkeiten beeindruckt und stellt ihn als Hilfsarbeiter auf der Ranch ein, die dem Engländer Cecil Herrick gehört, der Gefallen an Jim findet. Hays und seine Kumpane planen, in einem Monat Herricks Vieh zu stehlen. Jim soll Herricks Schwester Helen, der die Hälfte der Ranch gehört, vom Bahnhof abholen. Die beiden ärgern und provozieren sich in der Folgezeit ständig. Als Helen Jim bei einem Ausritt dazu bringt, ihr eine weiße Blume von der anderen Seite einer Schlucht zu holen, bekommt sie Angst vor seinem Wagemut, mit dem er die Aufgabe löst und sich als Belohnung einen Kuss abholt. Am Abend will Jim die Ranch verlassen. Helen sieht, wie Jim sich auf den Weg macht und bittet ihn, etwas zurückzugeben, das er genommen hat, und küsst ihn leidenschaftlich zurück. 
Als Jim am nächsten Tag Helen erzählt, dass er sich wegen des Kusses entschieden hat zu bleiben, verhält sie sich leichtfertig und sagt, dass sie viele Männer geküsst hat und dass das nichts bedeutet. Jim und Hays Männer treiben das Vieh zusammen, um es für den Diebstahl, der in dieser Nacht durchgeführt werden soll, vorzubereiten. Doch als es zu einer Stampede kommt und er von der anderen Seite einer Schlucht Helen auf ihrem Pferd direkt vor dem Vieh flüchten sieht, springt er mit seinem Pferd ins Wasser, schwimmt hinüber und reitet auf sie zu. Helen wird abgeworfen, doch Jim kann verhindern, dass sie niedergetrampelt wird. 
Auf Nachtwache sagt Jim Happy Jack, mit dem er sich angefreundet hat, dass er den Diebstahl nicht durchziehen kann und überredet Happy, zum Sheriff zu reiten. Brad, einer der Viehdiebe, belauscht sie und tötet Happy auf dem Weg in die Stadt. Währenddessen geht Jim zu den Herricks, um ihnen Hays Plan zu erzählen. Helen glaubt, er sei gekommen, um einen Heiratsantrag zu machen, und es ist ihr peinlich, dass er vor ihrem Bruder sprechen will, der sie gewarnt hat, dass sie und Jim nicht derselben Klasse angehören. Jim reitet los, kurz darauf kommt Happys Pferd auf der Ranch an und zieht die Leiche seines Reiters hinter sich her. Helen macht sich auf die Suche nach Jim und wird von Hays und seinen Männern gefangen genommen, die sie zu Robber’s Roost bringen, einem Versteck in den Bergen, das einst von der berüchtigten Dalton-Bande genutzt wurde. Nachts entdecken sie Herrick und andere Reiter unten bei der Verfolgung. Jim schleicht sich davon und klettert den Berg hinunter, um Herrick zu alarmieren. Als Hays, der versucht hat, Helen zu verführen, anfängt, grob mit ihr umzugehen, unterbricht Brad sie und teilt mit, dass Jim weg ist. Als Jim wieder hochklettert, durchschneidet Brad sein Seil. Jim schafft es, sich an der Klippe festzuhalten und wieder hinaufzuklettern. Er stoppt Hays, als er Helen packt, und entkommt mit ihr nach einem Kampf aus der Hütte. Hays Männer liefern sich mit ihren Verfolgern eine Schießerei, bei der Herrick Hays erschießt, als dieser fliehen will. Während Helen ihren Bruder umarmt, reitet Jim davon, doch Helen holt ihn ein und bringt ihn mit einem Kuss dazu, zu ihr zurückzukommen.

## Hintergrund
Gedreht wurde der Film vom 13. September bis Anfang November 1932. Einer Nachrichtenmeldung zufolge wurden einige Szenen in Sonora (Kalifornien) gedreht.
Joseph C. Wright oblag die künstlerische Leitung.
1955 wurde der Roman von Sidney Salkow neu verfilmt. In der Bundesrepublik Deutschland erschien er unter dem Titel Desperados.

## Veröffentlichung
Die Premiere des Films fand am 30. Dezember 1932 statt. In Österreich kam er am 16. März 1934 in die Kinos.